# Epigoni (mitologia)
Epigoni (gr. Epigonoi „później urodzeni”) – w mitologii greckiej synowie wodzów poległych w wyprawie siedmiu przeciw Tebom. W 10 lat po wyprawie epigoni, dowodzeni przez Adrastosa – jedynego ocalałego z siedmiu, zdobyli i złupili Teby, mszcząc tym samym śmierć ojców. 
Należeli do nich:
- Alkmeon i Amfilochos, synowie Amfiaraosa
- Ajgialeus, syn Adrastosa
- Diomedes, syn Tydeusa
- Promachos, syn Partenopajosa
- Stenelos, syn Kapaneusa
- Tersandros, syn Polinika
- Euryalos, syn Mekisteusa[1]

W znaczeniu historycznym epigoni to następcy diadochów.